# Weight of the World
Weight of the World este al cincelea single al formației americane de rock alternativ Evanescence de pe albumul The Open Door.